# 低能电子衍射

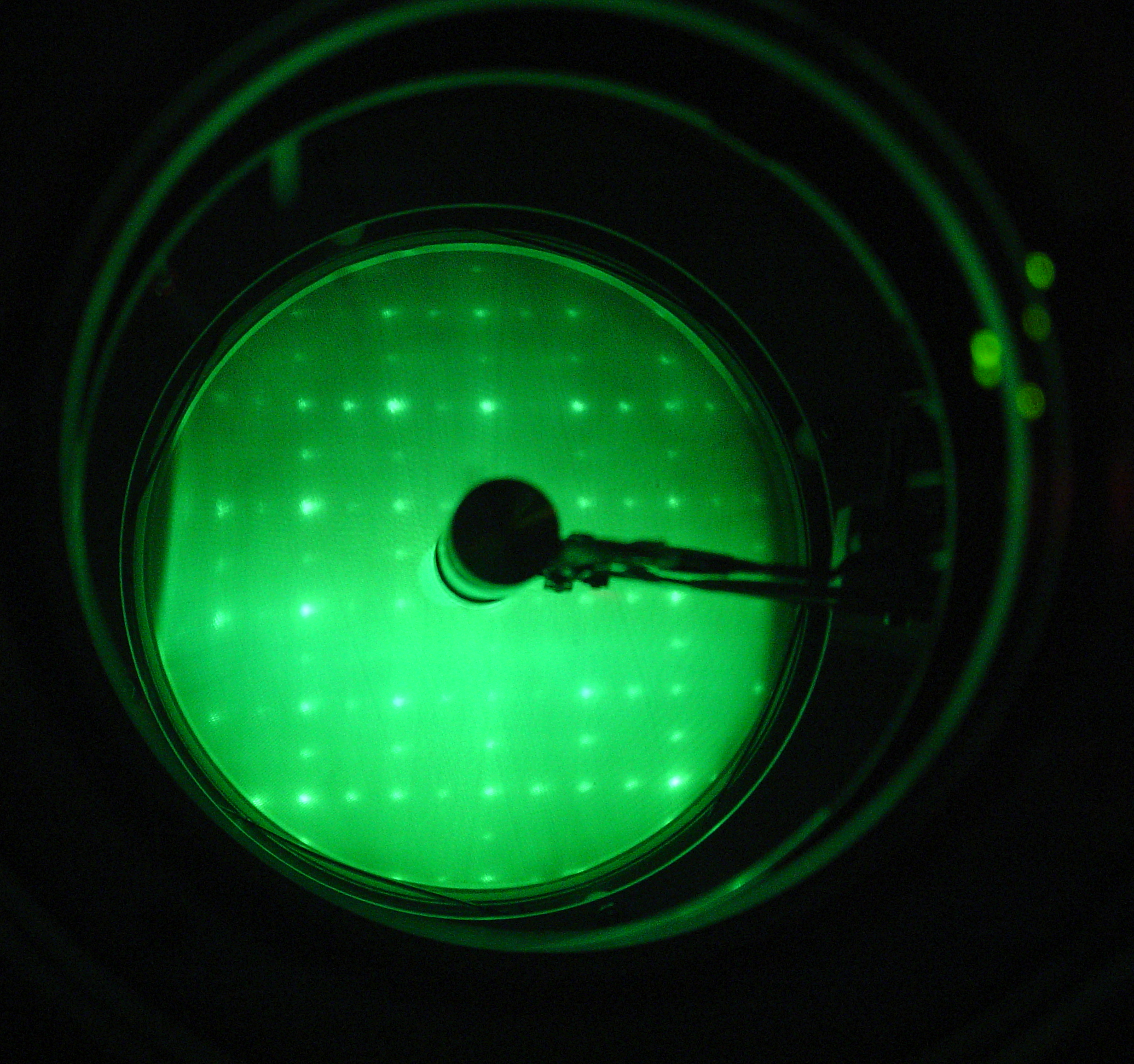
Si(100)重构表面的低能电子衍射图案。样品的衬底为正方晶格，重构的表面具有2x1周期性。经弹性散射的电子打在半球形荧光屏上形成衍射光斑。中间遮挡了部分衍射图案的黑影为产生电子束的电子枪。

低能电子衍射（英語：Low-energy electron diffraction，LEED）是一种用以测定单晶表面结构的实验手段，使用准直的低能电子束（20–200 eV）轰击样品表面，可在荧光屏上观测到被衍射的电子所形成的光斑，进而表征样品的表面结构。
低能电子衍射有以下两种应用方式：
1. 定性分析：着眼于衍射图案与衍射光斑位置的分析，可获得表面结构的对称性。若表面有吸附物，定性分析可确定吸附物的单位晶格与基底单位晶格的相对大小及方向。
2. 定量分析：着眼于衍射电子束的强度与入射电子束能量的关系，将此关系（LEED I-V 曲线[注 1]）与理论预测相比较，可获得表面原子确切的位置信息。

## 历史[2]

### 电子衍射现象的发现
电子衍射的理论论证最早可追溯到1924年路易·德布罗意提出的波粒二象性和物質波的观点，即某一动能为 {\displaystyle p} 的粒子的波长 {\displaystyle \lambda } 可由 {\displaystyle {\frac {h}{p}}} 给出，其中 {\displaystyle h} 为普朗克常数。
1927年，贝尔实验室的柯林頓·戴維森与雷斯特·革末设计的戴維森－革末實驗验证了此猜想。实验中，低能电子入射到镍晶体标靶；在测量背散射电子和散射角度的关系时，他们发现被衍射的电子形成了衍射图案。在此之前，衍射被认为是波独有的性质；因此，戴维森－革末实验揭示了电子的波动性。同年，英国物理学家乔治·汤姆孙在观测金属薄膜的电子衍射实验时也获得了衍射图案。与劳厄和布拉格之前发展的X射线衍射理论相互比较后发现，电子衍射图案和X射线衍射图案具有相似性，能够互相印证，这意味着电子衍射作为一种实验手段已经具备了潜在的应用价值。

### 作为表面分析手段的发展
虽然电子衍射现象发现于1927年，但直到1960年代以前，低能电子衍射作为一种表面分析手段，一直没有得到广泛的应用，部分原因是由于当时不成熟的真空技术和缓慢的探测手段（例如法拉第杯）使测量衍射电子的强度和方向变得困难。因为低能电子衍射对材料的表面非常敏感，所以实验也需要有序的表面结构；而干净金属表面的重构技术直到很晚才出现。随着超高真空（UHV）技术以及后加速探测手段（post acceleration detection method）于1960年代早期的出现，低能电子衍射开始重新受到关注。借助后加速探测手段，衍射电子可被加速至较高能量，从而在荧光屏上形成清晰可见的衍射图案。
用于解释散射现象的动理学衍射理论（kinematic theory）虽然在X射线衍射领域获得了巨大成功，但是无法完全地解释低能电子衍射。理论上的不完善造成了当时无法从实验数据中确定吸附位、键角和键长等详细的表面结构信息。1960年代后期，考虑了多重散射的全动力学衍射理论的提出使得从理论层面高精度地建模计算模拟实验变得可能。

## 实验装置
为了保持样品表面清洁，避免吸附物的出现，低能电子衍射实验经常是在超高真空（10−9 毫巴）下进行的。 
低能电子衍射实验中几个必不可少的部分：
1. 样品架及制备完成的样品；
2. 电子枪；

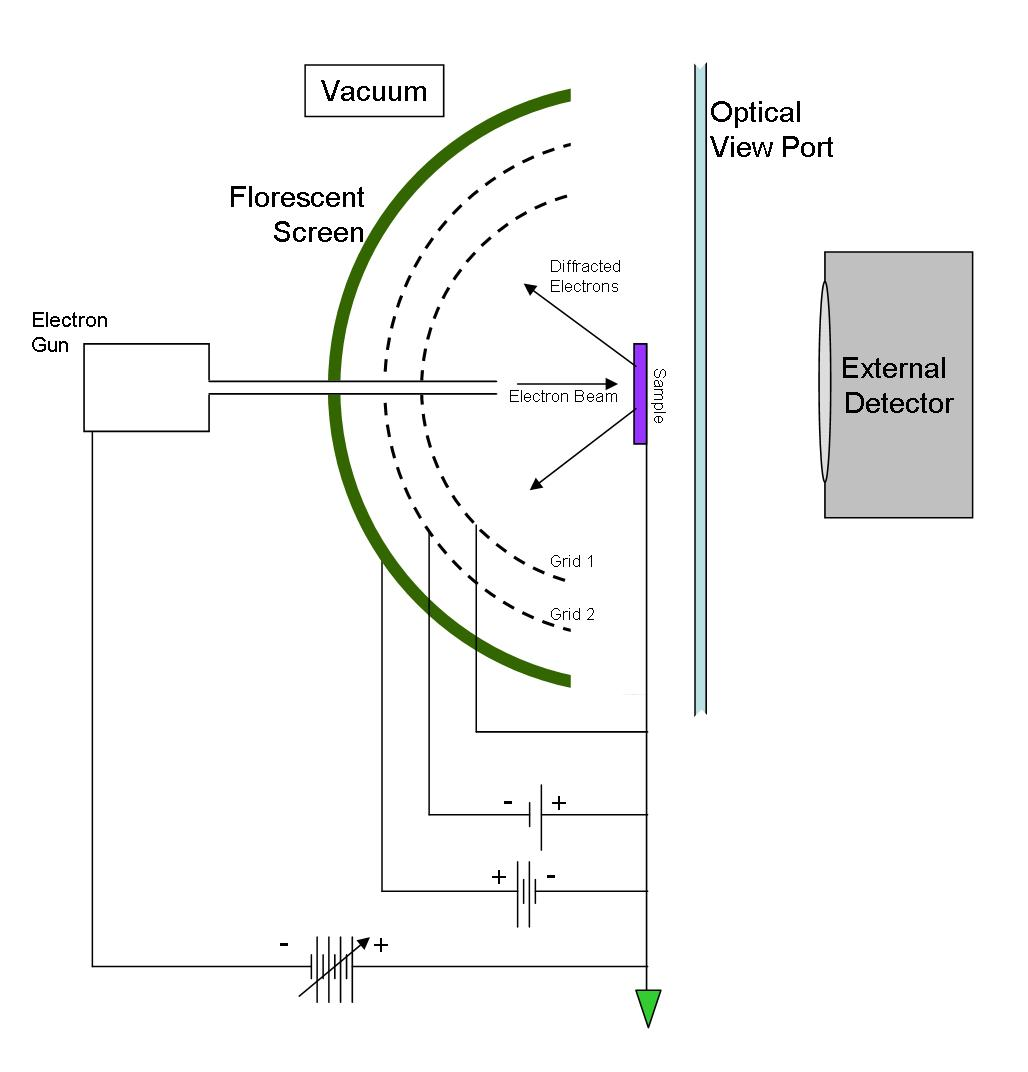
低能电子衍射实验装置示意图。

3. 显示系统，常使用可直接观测到衍射图案的半球形荧光屏；
4. 用来清理样品表面的溅射枪；
5. 可测定样品表面纯度的俄歇电子能谱系统。

右图为低能电子衍射实验装置的示意图。

### 样品制备
样品通常是在真空腔外制备的，一般会把样品沿选定的晶轴切割成1毫米厚，1厘米宽的大小。晶体方向的校准可以通过X射线方法实现，精度可达1°。将样品转移到真空腔后，对样品进行化学清洗展平：杂质会被离子溅射或者化学方式（例如多次氧化还原反应）清除；样品表面可通过高温退火展平。经上述步骤获得具有确定结构组成的干净表面后，若将此样品表面暴露在某单一组分的气体中，在表面上可沉积出该原子（或分子）的薄膜。

### 电子枪
电子枪的阴极所发射出的电子被电场加速到相同能量后，借助一组电子透镜将被汇聚成电子束（直径大约在0.1至0.5毫米）打在样品表面上。若样品表面足够有序，被表面弹性背散射的电子将形成衍射图案。为了达到这一条件，样品表面需有一块与电子束截面面积大小相当的单晶区域。特殊情况下，某些多晶（例如高定向热解石墨）表面也满足要求。

### 数据采集

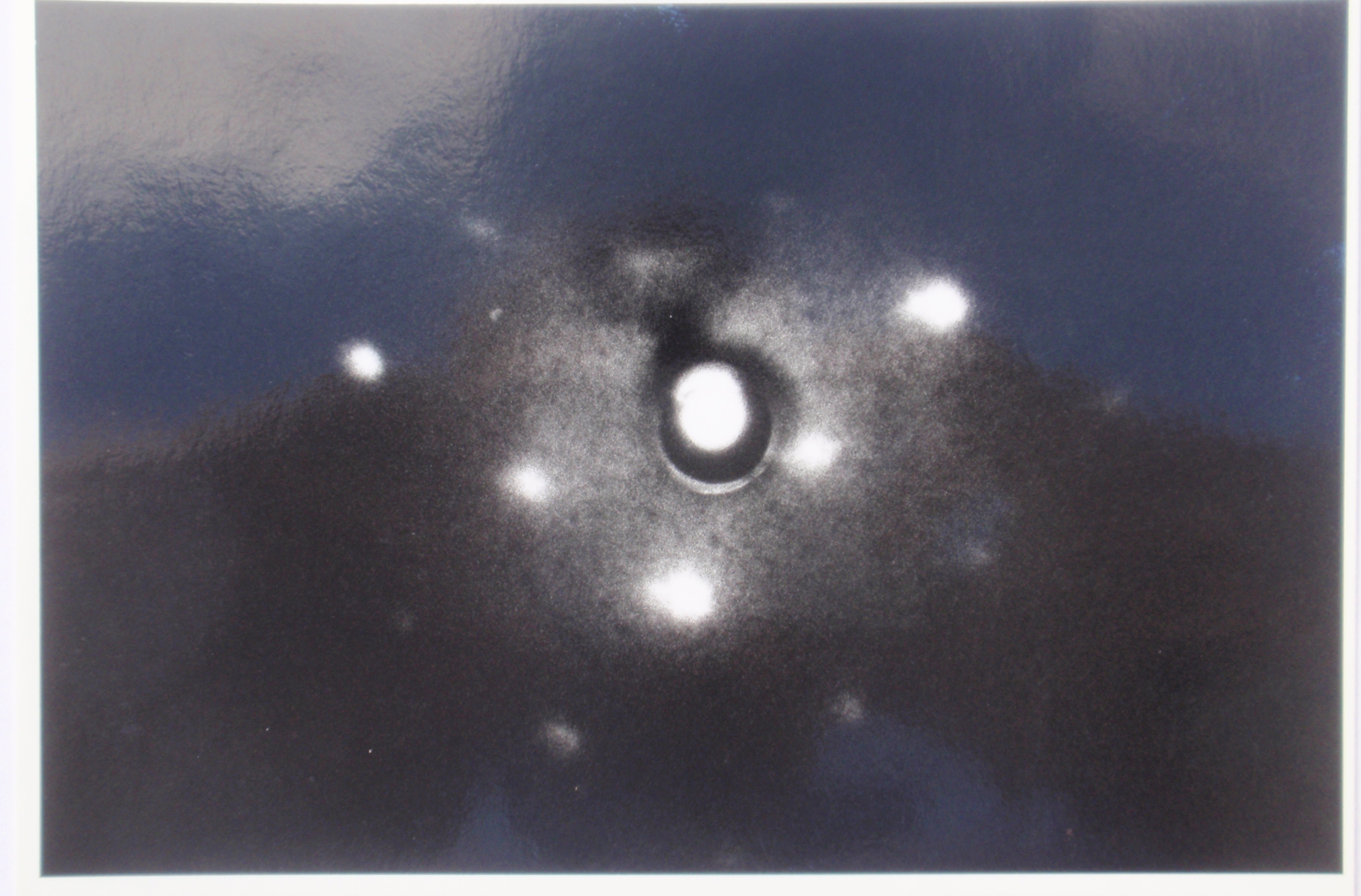
在铂铑合金 (100) 表面上吸附一氧化碳分子后的LEED图样（所使用的电子能量为94eV）。

在低能电子衍射实验中，观测衍射图样可采用两种方式：普通方式是从样品的一侧，在样品架后面观测——这就要求样品架尽可能地小，以获得较大的观测视野；另一种，也是现今LEED系统常用的方式，是从电子枪一侧观测——这就需要电子枪的截面积尽可能地小，而对样品架大小没有限制。用于阻隔非弹性散射的设备叫做减速场分析器（retarding-field analyzer），由三层金属网构成：第一层接地，用于隔绝迟滞电场（retarding field）；第二层与第三层处于特定电势，用于阻隔低能电子。当LEED被当作四极管用于测量荧光屏上的电流时，有时会加入第四层金属网。金属网的背后为采集数据的荧光屏。现今的LEED系统已经开始使用图像传感器代替传统的荧光屏将数据记录于电脑中以方便后续的数据处理。

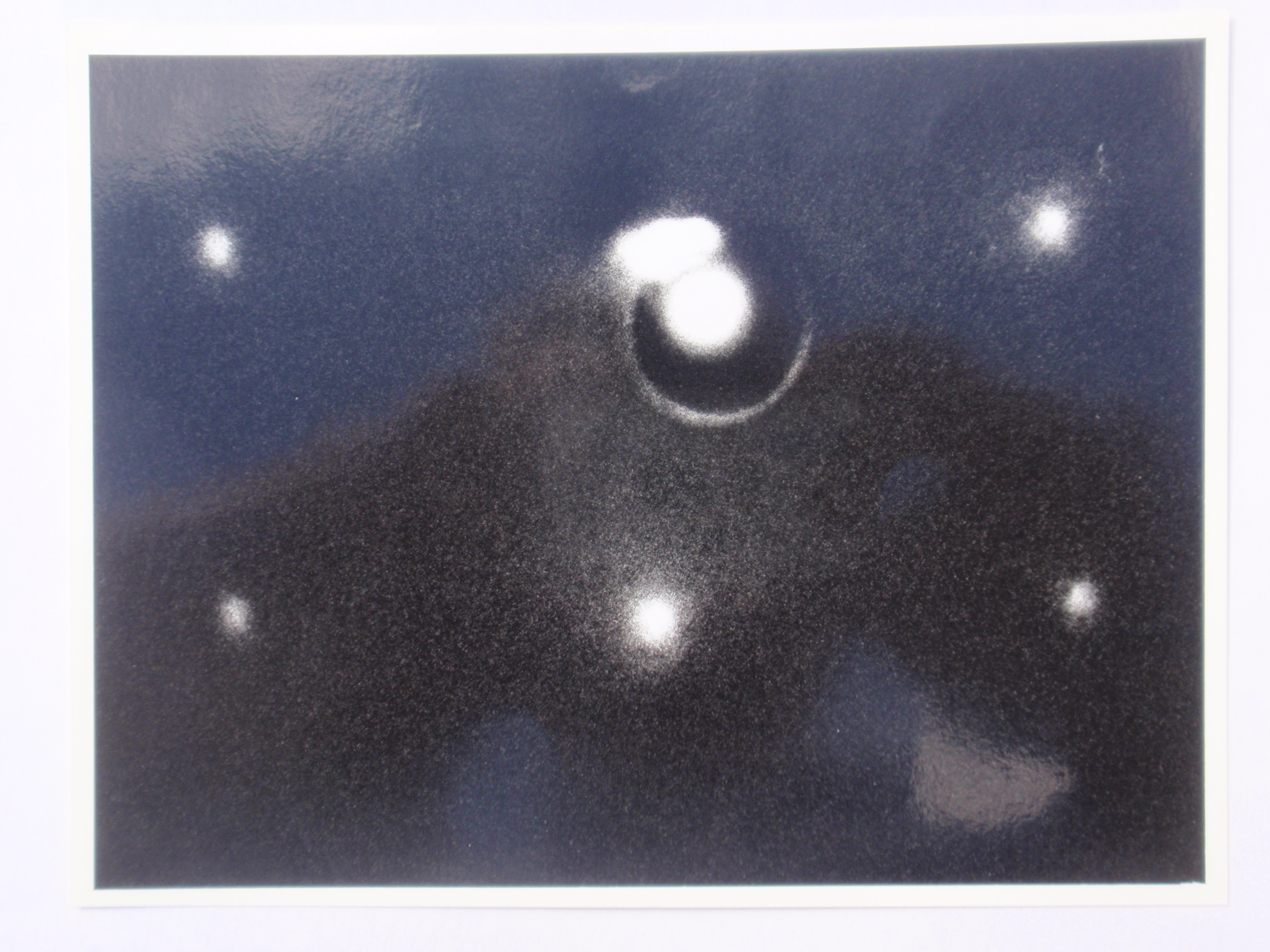
铂铑合金 (100) 表面的LEED图样（所使用的电子能量为85eV）。

上图为低能电子衍射图样的两个实例。左图为铂铑合金单晶 (100) 干净表面的电子衍射图样，右边为吸附了一氧化碳分子的表面。左图图中的衍射斑表示干净表面的 c(1x1)结构，而右图中相比于左图多出来的衍射斑可以表征吸附在表面的一氧化碳分子所形成的 c(2x2) 结构。

### LEED装置在俄歇电子能谱学的应用
由于LEED实验和俄歇电子能谱（AES）实验条件的相似性，商业化的LEED设备常常可附带AES功能，其中为了改善信号质量，AES会将线性斜坡函数用作栅压的扫描基准，使用RC电路对信号做二阶导数，用高Q因子的RLC电路来探测二阶导数信号。

## 实验数据的理论分析
本条目中，向量與标量分別用粗體與斜體顯示。例如，位置向量通常用 {\displaystyle \mathbf {r} \,\!} 表示；而其大小則用 {\displaystyle r\,\!} 來表示。

### 表面灵敏度
由于低能电子与固体表面的相互作用较强，低能电子衍射实验具有很高的表面灵敏度。初级电子穿透晶体时会在一系列的非弹性散射（例如等离体子和声子的激发，电子-电子相互作用）中损失一部分动能。由于非弹性碰撞过程的具体细节在计算中不是非常重要，通常的处理方法是假设初级电子束强度 {\displaystyle I_{0}} 在电子束方向上是以指数衰减：
{\displaystyle {\begin{aligned}I(d)=I_{0}*e^{-d/\Lambda (E)}\end{aligned}}}
这里的 {\displaystyle d} 表示穿透深度，{\displaystyle \Lambda (E)} 表示非弹性平均自由程。在非弹性散射过程中，电子平均自由程的大小取决于电子束能量，而相对地不受材料的种类的影响。电子的平均自由程在低能量区间（30–100 eV）恰好处于最小值（1–8 Å）。如此之短的有效衰减距离意味着只有表面上的几层原子会在实验中被观测，而较深层的原子对衍射的贡献较少。

### 动理学衍射理论：单次散射

二维晶格衍射的埃瓦尔德球构造，每一可能的衍射束由埃瓦尔德球和倒易晶格柱（reciprocal lattice rod）的交点给出

电子束垂直入射情况下的埃瓦尔德球构造。出射的电子束根据h和k进行标记（括号中的两个数字分别表示h和k）。

电子在样品表面只发生一次弹性散射的情况被定义为动理学衍射（kinematic diffraction）。理论计算中的电子束为平面波，其波长由德布罗意方程给出：
{\displaystyle {\begin{aligned}\lambda ={\frac {h}{\sqrt {2mE}}},\qquad \lambda [{\textrm {nm}}]\approx {\sqrt {\frac {1.5}{E[{\textrm {eV}}]}}}\end{aligned}}}
在描述表面上散射的相互作用时，使用倒易空间较实空间更为方便。三维倒晶格矢量和实空间格矢 {a, b, c} 有如下关系：
{\displaystyle {\begin{aligned}{\textbf {a}}^{*}&={\frac {2\pi {\textbf {b}}\times {\textbf {c}}}{{\textbf {a}}\cdot ({\textbf {b}}\times {\textbf {c}})}},\\{\textbf {b}}^{*}&={\frac {2\pi {\textbf {c}}\times {\textbf {a}}}{{\textbf {b}}\cdot ({\textbf {c}}\times {\textbf {a}})}},\\{\textbf {c}}^{*}&={\frac {2\pi {\textbf {a}}\times {\textbf {b}}}{{\textbf {c}}\cdot ({\textbf {a}}\times {\textbf {b}})}}\end{aligned}}}
对于具有波矢 {\displaystyle {\textbf {k}}_{0}=2\pi /\lambda _{0}} 的入射电子，和波矢为 {\displaystyle {\begin{aligned}{\textbf {k}}=2\pi /\lambda \end{aligned}}} 的散射电子，形成相长干涉的条件由劳厄方程给出：
{\displaystyle {\begin{aligned}{\textbf {k}}-{\textbf {k}}_{0}={\textbf {G}}_{\textrm {hkl}}\end{aligned}}}
其中 (h，k，l) 为一组整数，且
{\displaystyle {\begin{aligned}{\textbf {G}}_{\textrm {hkl}}=h{\textbf {a}}^{*}+k{\textbf {b}}^{*}+l{\textbf {c}}^{*}\end{aligned}}}
为倒易空间中的矢量。由于这里只考虑弹性散射，格矢大小不变，即 {\displaystyle |{\textbf {k}}_{0}|=|{\textbf {k}}|}。
因为低能电子在晶体中的平均自由程只有几Å，所以仅需考虑最表面的几层原子对衍射的贡献，即样品的垂直方向上没有限制衍射的条件。因此低能电子衍射中的倒易晶格是二维的，从每一格点延伸出一条垂直于平面的“柱”（rod）。这些柱可被视为由无限致密的倒易格点堆积而成（相比于X射线衍射中离散的倒易格点而言）。
上述的劳厄方程从而可写为二维形式：
{\displaystyle {\begin{aligned}{\textbf {k}}^{||}-{\textbf {k}}_{0}^{||}={\textbf {G}}_{\textrm {hk}}=h{\textbf {a}}^{*}+k{\textbf {b}}^{*}\end{aligned}}}
其中 {\displaystyle {\textbf {a}}^{*}} 和 {\displaystyle {\textbf {b}}^{*}} 为二维倒易晶格原胞的平移矢量，{\displaystyle {\textbf {k}}^{||},{\textbf {k}}_{0}^{||}} 分别表示平行于样品表面的入射与出射波矢。{\displaystyle {\textbf {a}}^{*}} 和 {\displaystyle {\textbf {b}}^{*}} 与实空间格矢的关系如下：
{\displaystyle {\begin{aligned}{\textbf {a}}^{*}&={\frac {2\pi {\textbf {b}}\times {\hat {\textbf {n}}}}{|{\textbf {a}}\times {\textbf {b}}|}}\\{\textbf {b}}^{*}&={\frac {2\pi {\hat {\textbf {n}}}\times {\textbf {a}}}{|{\textbf {a}}\times {\textbf {b}}|}}\end{aligned}}}
上述二维形式的劳厄方程可通过画出埃瓦尔德球来直观地表示。在倒易空间中画出入射电子束的波矢 {\displaystyle {\textbf {k}}_{0}}，使其终端指向一个倒易格点。埃瓦尔德球被定义为右图中以入射波矢起点为圆心，{\displaystyle |{\textbf {k}}_{0}|} 为半径的圆。每一以圆心为起点，圆与直线交点为终点的波矢都满足劳厄方程，因此可表示经过衍射后的电子束。

#### 超结构（Superstructure）
对于在衬底上的超结构（superstructure），与其相关的衍射斑会直接叠加到衬底的衍射图案之上，因此可以通过预先测定该衬底的低能电子衍射图案，推导出超结构的特征参数，包括其对称性以及相对于衬底的生长方向等等。超结构常常用下面的矩阵记法来表示：
{\displaystyle {\begin{aligned}{\textbf {a}}_{s}&=G_{11}{\textbf {a}}+G_{12}{\textbf {b}},\\{\textbf {b}}_{s}&=G_{21}{\textbf {a}}+G_{22}{\textbf {b}}.\end{aligned}}}
其中{as,bs}为超结构晶格的基底，{a,b}为衬底的基底。因此超结构用矩阵G可写为：
{\displaystyle {\begin{aligned}G=\left({\begin{array}{cc}G_{11}&G_{12}\\G_{21}&G_{22}\end{array}}\right).\end{aligned}}}
对应的倒易空间中的基底{as*,bs*}和{a*,b*}也有如下关系：
{\displaystyle {\begin{aligned}{\textbf {a}}_{s}^{*}&=G_{11}^{*}{\textbf {a}}^{*}+G_{12}^{*}{\textbf {b}}^{*},\\{\textbf {b}}_{s}^{*}&=G_{21}^{*}{\textbf {a}}^{*}+G_{22}^{*}{\textbf {b}}^{*}.\end{aligned}}}
则倒易空间中的G*和实空间中的G之间的关系为：
{\displaystyle {\begin{aligned}G^{*}&=(G^{-1})^{T}\\&={\frac {1}{det(G)}}\left({\begin{array}{cc}G_{22}&-G_{21}\\-G_{12}&G_{11}\end{array}}\right).\end{aligned}}}

### 动力学衍射理论：多次散射
低能电子衍射图案可以定性地给出表面结构的周期性，即表面单位晶格的大小，以及表面结构的对称性。然而，这种定性分析并无法给出表面单位晶格内的原子排布，或原子吸附位置的信息。对LEED实验数据的定量分析，即对衍射强度-入射能量曲线（I-V curve）的分析，可以从某种程度上确定定量分析中无法被确定的表面结构。

## 相关实验方法

### 张量低能电子衍射
低能电子衍射实验的定量分析通过试错法来确定表面的原子组态，即把实验测得的衍射强度-入射能量曲线（I-V curve）与电脑的理论计算模型相比较。将不同参数输入初始的参照模型，导出一系列不同的试验模型结构（trial structure）后，通过最优化可确定一组参数，使理论和实验相吻合。这种方法需要对每一个试验模型结构都进行全套的低能电子衍射建模计算，而这些计算中包括了复杂的多重散射修正。因此，对于一个具有较大参量空间的系统（例如吸附着大分子的表面），所需的计算量是非常巨大的。
张量低能电子衍射（Tensor LEED）回避了这种繁杂的完全计算。其计算策略如下：首先，选定某个已算出衍射强度-入射能量曲线的表面结构作为参照。接着，通过置换此结构中的一些原子生成一个新的试验模型结构。较小的置换可被看作微扰，使用微扰理论中的一阶修正即可导出大量的试验模型结构的衍射强度-入射能量曲线。

### 低能电子衍射斑剖面分析（SPA-LEED）[注 5]
过去的经验表明，传统的低能电子衍射对表面上的缺陷不灵敏，因此被认为不适合用于研究表面缺陷。1980年代，Henzler通过改进低能电子衍射仪器的角分辨率，发展了低能电子衍射斑剖面分析方法（Spot Profile Analysis Low-Energy Electron Diffraction，简称SPA-LEED），又称“高分辨率衍射斑角分布测量仪”，对传统的低能电子衍射实验手段进行优化，旨在精确测量衍射电子束的强度在倒易空间的分布，以获得高分辨率的衍射光斑剖面轮廓。传统低能电子衍射的相干长度（coherence length）约为10到20nm，而高分辨率低能电子衍射装置的相干长度可达2000Å。较大的相干长度意味着仪器在倒易空间中较强的分辨能力，进而能够提升衍射斑剖面轮廓的分辨率。Henzler对衍射斑的剖面轮廓证明了运用低能电子衍射方法研究表面缺陷的潜力。
实际材料的表面一般没有完美的周期性。材料表面的各种缺陷，例如位错、原子台阶，以及吸附在表面的杂质原子，在不同程度上都会造成衍射光斑的展宽和衍射背景强度的增加。传统的低能电子衍射由于分辨率的限制，无法对这些缺陷进行直接测量。低能电子衍射斑剖面分析仪所具有的较强的分辨率意味着它对这些缺陷十分敏感；通过分析衍射斑的剖面曲线，低能电子衍射斑剖面分析方法可用于表征材料表面上较为详细的结构，例如定量测定表面粗糙度和原子級台阶的大小。

### 其他
- 反射式高能电子衍射（RHEED）（英语：Reflection high-energy electron diffraction）（Reflection High-Energy Electron Diffraction）
- 自旋极化低能电子衍射（Spin-Polarized Low Energy Electron Diffraction）
- 非弹性低能电子衍射（Inelastic Low Energy Electron Diffraction）
- 甚低能电子衍射（Very Low Energy Electron Diffraction）

## 拓展阅读
- P. Goodman (General Editor), Fifty Years of Electron Diffraction, D. Reidel Publishing, 1981
- D. Human et al., Low energy electron diffraction using an electronic delay-line detector, Rev. Sci. Inst. 77 023302 (2006)